# 岳開先

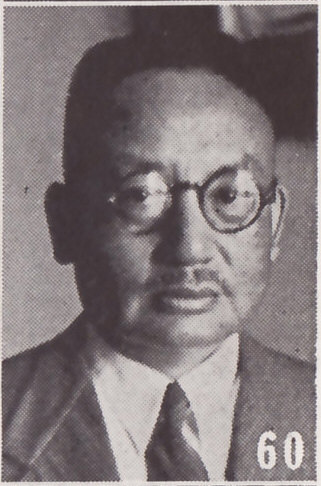
《最新支那要人传》中的岳開先照片

岳開先（1883年—？）别号闢疆、辟疆，中華民国政治家。南宋英雄岳飛的26世孫。（岳鐘琪（岳飛后裔、清朝四川提督）的7世孫）

## 生平
1901年（光緒27年），岳開先留学日本，后自陸軍士官学校第16期（留学生第3期）毕业。此後，長期担任中国驻日本公使館附武官职务。国民政府时期，1933年（民国22年）至1936年（民国25年）2月，任外交部駐察哈爾省特派員（当時察哈爾省政府主席为宋哲元）。
其後，岳開先参加中華民国臨時政府，1939年（民国28年）1月任行政委員会外務局長。1940年（民国29年）3月，臨時政府同汪精卫政权合流，岳開先改任華北政務委員会实业总署署長（实业总署督办为王蔭泰），任至華北政務委員会于1943年（民国32年）11月改組之时。1941年（民国30年）8月，任华北政务委員会的華北河渠委員会委員。1943年11月后，岳開先的生平不详。